# حرائق غابات أبروتسو 2021
حرائق غابات أبروتسو هي حرائق غابات متعددة حدثت في أبروتسو في إيطاليا، وخاصة في مدينة بسكارا.

## ما بعد الحرائق

### الأسباب والاعتقالات
في 11 أغسطس 2021 أجريت التحقيقات من قبل كارابينييري وبوليزيا دي ستاتو للتأكد من المسؤولين عن الحرائق المتعمدة.

### المساعدات المالية
لن يتم صرف أي أموال غير قابلة للسداد، ولكن الدعم الاقتصادي لمشاريع حماية الغابات وتعزيز الإقليم تمت.